# Méreuil
Méreuil é uma comuna francesa na região administrativa da Provença-Alpes-Costa Azul, no departamento de Altos-Alpes. Estende-se por uma área de 10,61 km². Em 2010 a comuna tinha 88 habitantes (densidade: 8,3 hab./km²).